# Pöllönkari (ö i Norra Österbotten)
Pöllönkari är en ö i Finland. Den ligger i Bottenviken och i kommunen Uleåborg i den ekonomiska regionen  Uleåborgs ekonomiska region i landskapet Norra Österbotten, i den norra delen av landet. Ön ligger nära Uleåborg och omkring 540 kilometer norr om Helsingfors.
Öns area är 2,2 hektar och dess största längd är 300 meter i öst-västlig riktning.